# روبرت جودويل
السير روبرت جودويل (مواليد 31 ديسمبر 1956) هو سياسي ومزارع في حزب المحافظين البريطاني يعمل كعضو في البرلمان (MP) عن سكاربورو وويتبي منذ عام 2005. كان سابقًا عضوًا في البرلمان الأوروبي (MEP) عن يوركشاير وهامبر. عمل جودويل في حكومة تيريزا ماي كوزيرة دولة في وزارة الداخلية ووزارة التعليم ووزارة البيئة والغذاء والشؤون الريفية.
جودويل هو عضو في مجموعة حجر الزاوية للنواب المحافظين. يصف نفسه بأنه «متشكك قوي في الاتحاد الأوروبي»  لكنه أيد البقاء في استفتاء الاتحاد الأوروبي.

## حياته
وُلد جودويل في تيرينجتون، دائرة يوركشاير الشمالية، وتلقى تعليمه الخاص في مدرسة مدرسة كويكر بوثام  في يورك، و جامعة نيوكاسل حيث حصل على بكالوريوس العلوم في الزراعة عام 1979.  شغل منصب العضو المنتدب لشركة Mowthorpe (UK) Ltd منذ عام 1995 التي تقدم مدافن صديقة للبيئة في ريف شمال يوركشاير.
| موقع                                  | تاريخ                   | ميعاد                             | رسائل ما بعد الاسمية                                                |
| ------------------------------------- | ----------------------- | --------------------------------- | ------------------------------------------------------------------- |
| المملكة المتحدة</img> المملكة المتحدة | 24 أبريل 2018 – الحالي  | عضو مجلس الملكة الخاص الأكثر شرفًا | كمبيوتر                                                             |
| المملكة المتحدة</img> المملكة المتحدة | 31 ديسمبر 2021 – الحالي | فارس بكالوريوس                    | Kt - قائمة الشرف للعام الجديد لعام 2022 - "للخدمة السياسية والعامة" |